# Kostel svatého Františka z Assisi (Krč)
Kostel svatého Františka z Assisi v Praze 4-Krči, v místě zvaném na Habrovce, je dřevěný římskokatolický filiální kostel michelské farnosti z roku 1941. Stojí na pozemcích bývalé viniční usedlosti Habrovka v Dolní Krči. Kostel je chráněn jako nemovitá kulturní památka České republiky..

## Historie

### Přípravy

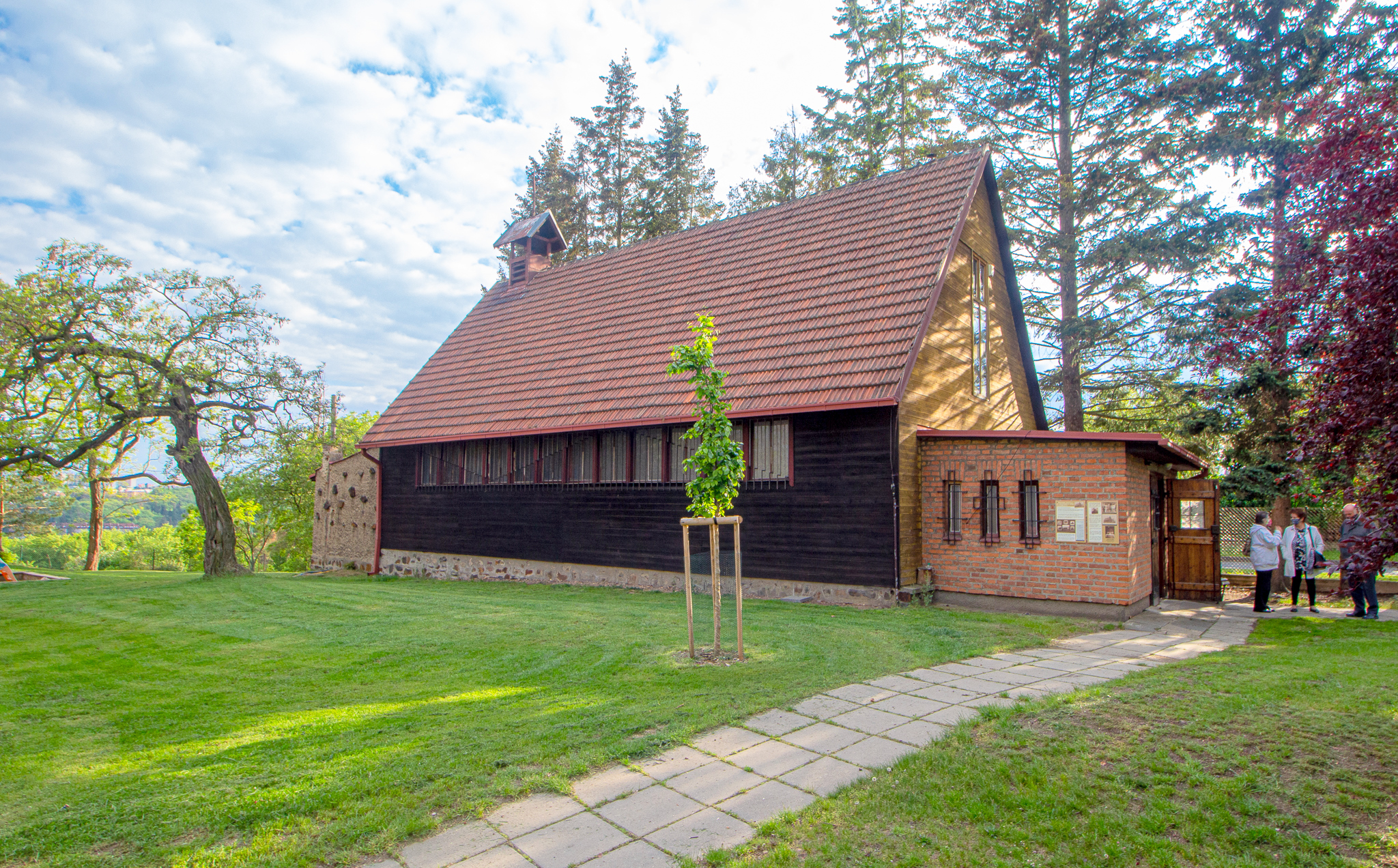
Kostel v květnu 2020

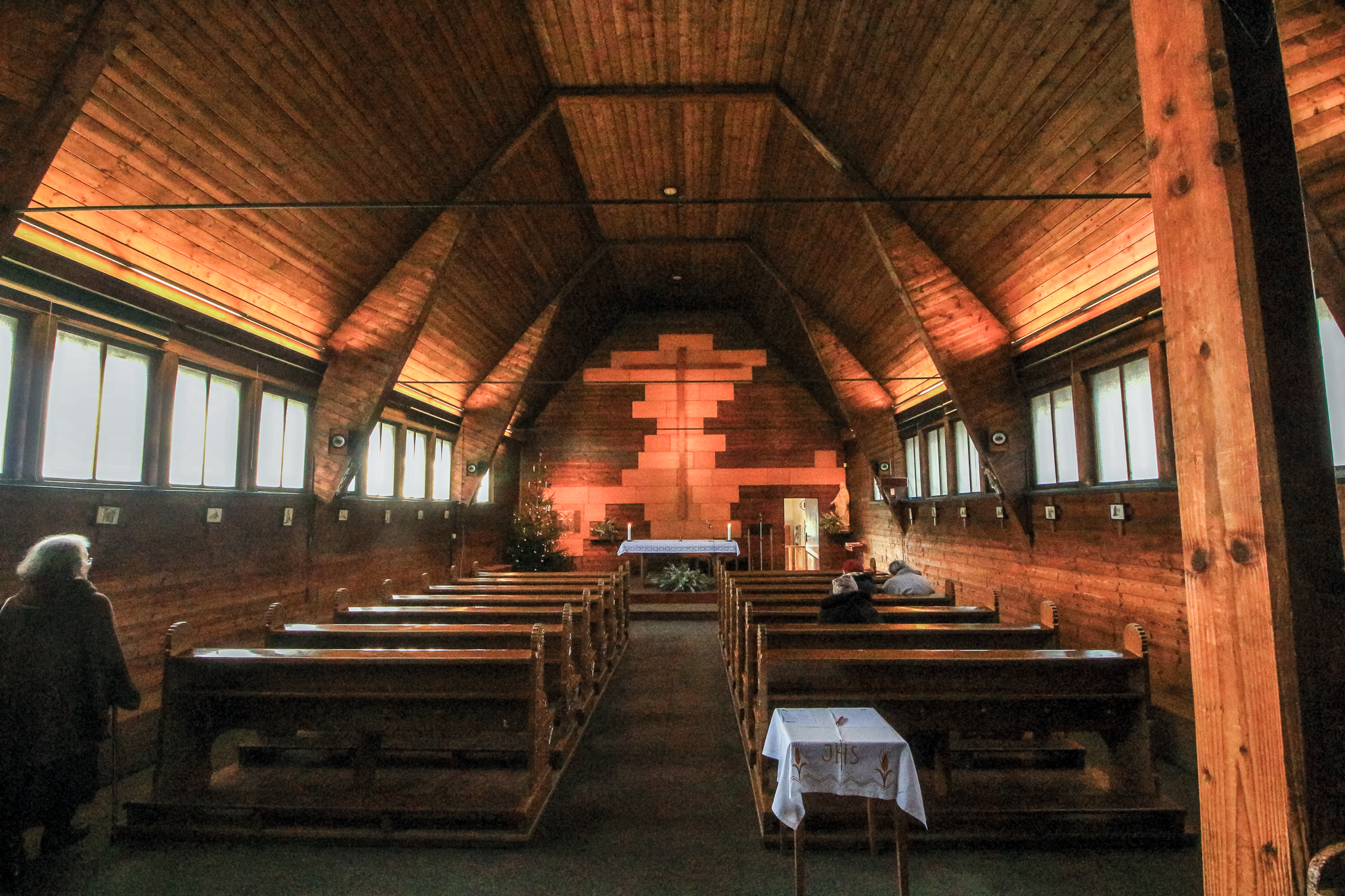
Interiér krčského kostela sv. Františka

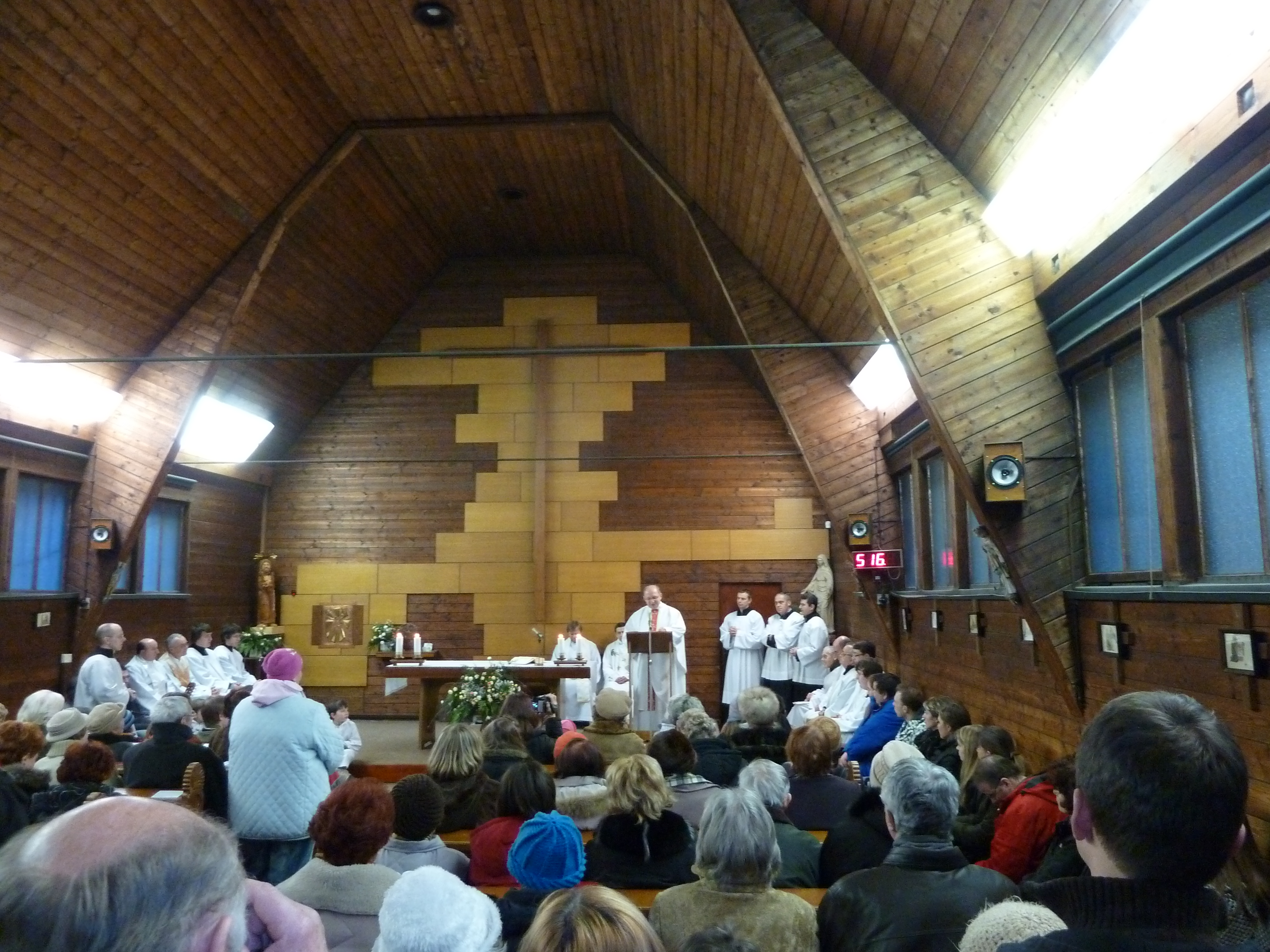
Mše na rozloučenou s otcem Albertem, 2011

První plány na vybudování krčského kostela se objevují již v polovině třicátých let 20. století, když byl dne 22. září 1935 založen Spolek pro výstavbu kostela v Praze XIV a předsedou se stal místní velkostatkář JUC. Václav Welz, jenž věnoval polovinu potřebného pozemku na výstavbu.
Kostel je dílem dvou architektů: konstrukci a exteriér navrhl Ing. arch. Emanuel Hruška a interiér včetně oltáře arch. Jaroslav Čermák. V důsledku začátku 2. světové války se však místní věřící rozhodli pro jednolodní stavbu dřevěného provizoria se sedlovou střechou krytou taškami.
Finanční prostředky na stavbu pomohl shromáždit křižovnický velmistr, P. Josef Vlasák, který společně s Františkem Noskem založil spolek Dílo blahoslavené Anežky Přemyslovny pro výstavbu katolických kostelů na tehdejších pražských předměstích.

### Výstavba

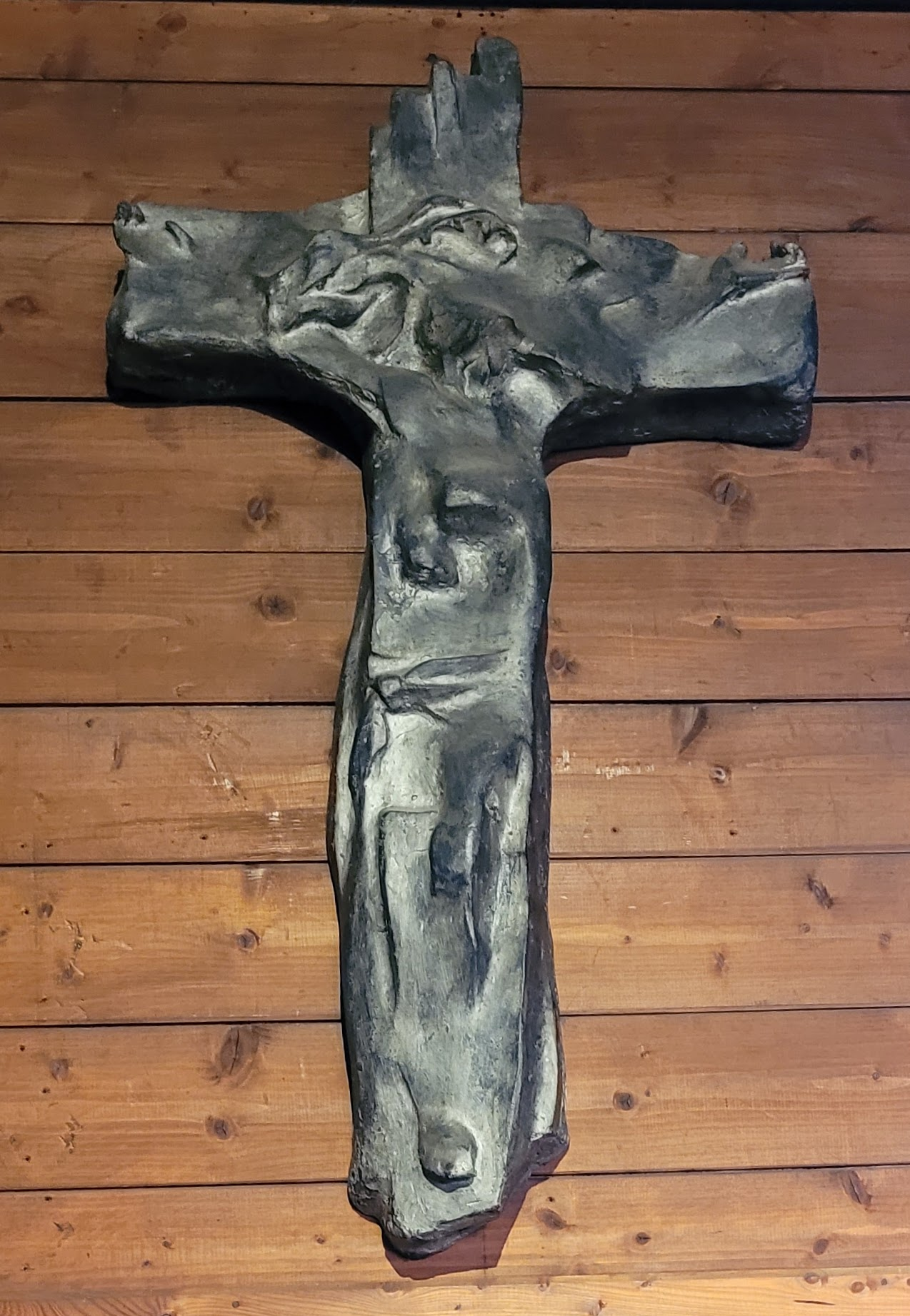
Kříž – plastika akademického sochaře Romana Podrázského

Začalo se stavět 8. prosince 1941 a za pouhé dva týdny, na Vánoce, byl kostel dokončen. Slavnou půlnoční mši na svátek Narození Páně 25. prosince sloužil P. Jeřábek, a chrám byl vysvěcen tehdy již v ilegalitě působícím velmistrem Řádu křižovníků s červenou hvězdou P. Vlasákem. Ten také zvolil patrocinium sv. Františka, jednoho z hlavních křižovnických patronů. Zazněla rovněž Česká mše vánoční Jakuba Jana Ryby, kterou řídil P. Václav Schneider.
Po válce se kvůli komunistické totalitě plánovaný zděný kostel nesměl dostavět, zůstalo u pouhého provizoria. Není to však stavba ojedinělá: v letech 1948–51 vzniklo v Německu téměř 50 kostelů podobné konstrukce a v amerických městech se obdobné chrámy staví dodnes.[zdroj?]
V šedesátých letech byly provedeny drobné úpravy kostela sv. Františka z cihlového zdiva podle návrhu architekta Vladimíra Hladíka a z neurčeného zrušeného kostela byly přivezeny dvě řady dřevěných lavic s pozdně secesní řezbou na postranicích. Ze skromného vnitřního zařízení stojí za zmínku bíle lakovaná dřevořezba žehnající Panny Marie Karlovské, patronky matek a těhotných. V zadní části jsou umístěny plastiky Kříže a  Svatého Františka z dílny akademického sochaře Romana Podrázského. V roce 2010 byl kostel vyhlášen za nemovitou kulturní památku.

## Současnost
Kostel tvoří farnost dohromady s kostelem Narození Panny Marie v Michli, administrátorem je Alberto Giralda Cid (působil zde v letech 1996–2011 a znovu od roku 2018), mezitím zde byl administrátorem Antonín Lukeš, MId.
V areálu kostela se též každoročně od roku 2003, vždy na počátku června, koná hudební festival Habrovka.